# Beaulieu-lès-Loches

Beaulieu-lès-Loches este o comună în departamentul Indre-et-Loire, Franța. În 1 ianuarie 2022 avea o populație de 1.746 de locuitori.